# مارك موردوك
مارك موردوك (بالإنجليزية: Mark Murdock)‏ هو سياسي أمريكي، ولد في 20 فبراير 1952 في الولايات المتحدة. حزبياً، نشط في الحزب الجمهوري لمينيسوتا ‏ والحزب الجمهوري. وقد انتخب عضو مجلس نواب مينيسوتا.